# Amainamento
Amainar ou arrear é sinónimo de descer uma vela, uma bandeira, etc, O seu contrário é içar ou hastear.

## VG e estai
Para amainar uma leva, libera-se a respectiva adriça. A manobra deve ser feita quando o vento não exerça força nas vela como no caso da vela grande (VG) ou vela de estai, onde convém meter-se à capa para facilitar a manobra.

## Spinnaker
Em contrapartida com o spinnaker aproveita-se uma manobra onde ele já esteja menos eficiente, como depois de passar uma boia e a embarcação se encontrar à bolina, para que alguém folgue a adriça enquanto outra pessoa o recupera.
O facto de libertar a escota ao vento faz que o spi perca o saco e passe para sotavento sem exercer nenhuma pressão. Aliás deve ser a primeira operação a efectuar em caso de homem ao mar para que a embarcação fique mais manobrável .